# Montecampione
Montecampione è una località turistica montana nata a cavallo degli anni '70 e '80 compresa all'interno dei territori di Artogne e Pian Camuno, in Val Camonica (provincia di Brescia). Si trova a un'ora di macchina da Bergamo e Brescia, poco meno di due ore da Milano.

## Geografia

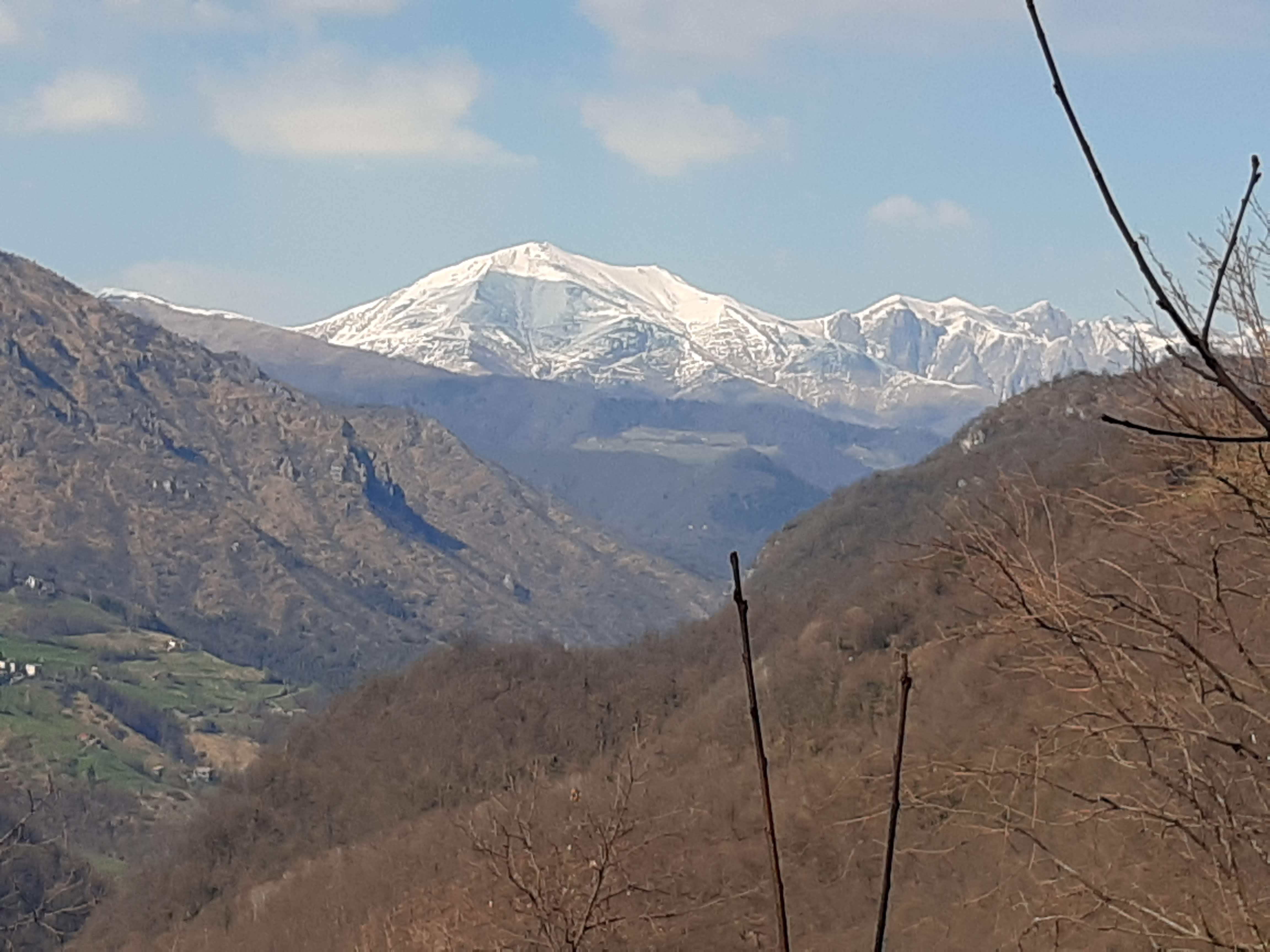
Montecampione visto dalla Val Trompia (Marcheno)

Montecampione sorge nella parte meridionale della Vallecamonica, al confine con l'area del Sebino. I rilievi presenti nel suo comprensorio (quest'ultimo di difficile delimitazione non essendo Montecampione un comune) appartengono alle Prealpi Bresciane, più precisamente alla Catena Bresciana Occidentale (Gruppo Setteventi-Muffetto).
La piccola valle (formata dal comprensorio, contenente le frazioni Acquebone, Ca' de Gos e Piazze) che si affaccia sulla Valle Camonica è denominata Val di Mezzo, anche se non vi sono definizione univoche. La Val Maione invece è compresa, ad alta quota, tra la Colma di Marucolo e il Dosso Rotondo. Rispetto alle vicine Orobie e alle Alpi Retiche (queste ultime presenti in Alta Valle Camonica) l'aspetto delle vette montecampionesi risulta più dolce, con cime smussate dagli agenti atmosferici e presenza di rocce limitata alle sole cime che più alte.

### Orografia
In ordine, partendo da sud e procedendo verso nord, il comprensorio contiene al suo interno le seguenti vette:
- Colma di Marucolo (1890 m)
- Monte Campione (ovvero la cima che dà il nome al comprensorio) (1827 m)
- Monte Corniolo (1770 m)
- Dosso Rotondo (1850 m)
- Monte Splaza (1850 m)
- Monte Muffetto (2100 m)
- Dosso Beccherie (1950 m)

### Valli confinanti
Il comprensorio di Montecampione è situato in Valle Camonica. Trasversalmente rispetto alla valle, confina a sud con la Val Palot (si inframezza una piccola valle detta Val Negra), a nord con le valli tributarie della Vallecamonica Rosello-Valgrigna (raggiungibile superando il passo degli Ebrei in località Plan di Montecampione), a est confina invece con la Val Trompia.
Dalla media-alta Val Trompia (all'incirca da Marcheno fino a Bovegno) la cima Montecampione è facilmente riconoscibile per via della sua inconfondibile forma a piramide (versante sud est e versante est).

### Clima
Il clima è alpino, con estati fresche e inverni lunghi e rigidi.
Il clima rigido dato dall'altitudine è parzialmente mitigato dalla vicinanza al lago d'Iseo. Questo elemento rende il clima meno freddo rispetto ad altre località poste ad altitudini simili, talvolta impedendo le copiose nevicate tipiche del comparto alpino.
È attiva una stazione meteo gestita in collaborazione con il Centro Meteorologico Lombardo.

## Ambiente

### Flora
Flora e fauna del comprensorio sono quelle tipiche del comparto alpino.
Procedendo da Pian Camuno, percorrendo la strada che passa da Solato e Vissone, si incontrano alle quote più basse faggi, aceri, castagni e querce che ben si adattano a quote collinari. Superata la frazione di Vissone, si susseguono fino alla località Plan di Montecampione boschi di abeti e larici, che poi mutano in formazioni di rododendri e arbusti. Superata la quota 1700-1800 m s.l.m. si incontrano quasi esclusivamente manto erboso, muschi e licheni.

### Fauna
La fauna avicola è presente in tutto il territorio, a partire dalle numerose colonie di rondini (nella località lago di Rondeneto a nord del Plan di Montecampione). Sono presenti inoltre svariati rapaci, come poiane alle quote più basse e anche falchi.
Altre specie presenti sul territorio sono marmotte (presenti in grande numero sotto il Monte Muffetto, in zona Plan di Montecampione), roditori, cinghiali, volpi, e anche diversi ungulati in zona Rosello. Sulla maggior parte del territorio è vietata la caccia.

## Geografia antropica

### Comprensori e villaggi
Il comprensorio, che si estende dai 1200 m s.l.m. ai 2000 m s.l.m., è composto di due località principali: Montecampione 1200 (1200 m s.l.m.) e Plan di Montecampione (1800 m s.l.m.). Il centro della località è il villaggio a quota 1200 s.l.m.: qui vi sono numerose abitazioni adibite a seconde case e molti luoghi d'aggregazione, oltre che due alberghi.
I principali siti della località sono:
- La Piazzetta, dove si trovano diversi esercizi commerciali;
- Il laghetto di Montecampione;
- Il Valgrande, formato da tre piazze porticate dove si trovano altri locali, e da dove partono gli impianti di risalita;
- La Splaza, ultimato nel 2008. Situato in prossimità degli impianti di risalita dove si trovano altri locali pubblici.

### Consorzio Montecampione
È presente un'associazione riconosciuta denominata "Consorzio Montecampione", costituita dai proprietari degli immobili del villaggio a quota 1200. Il Consorzio, sin dagli albori della località, gestisce alcuni dei servizi che sono tipici degli enti pubblici, a titolo esemplificativo e non esaustivo, come acqua, manutenzione ordinaria e straordinaria del territorio, la cura del verde e la gestione degli eventi del villaggio a quota 1200.
Dato di fatto è che, senza questo ente, la gestione risulterebbe difficile in quanto Montecampione è geograficamente compresa tra due comuni diversi e che si trovano a fondovalle.

## Storia

### Prima di Montecampione
Fino agli anni '70 Montecampione non esisteva. La strada, che oggi porta fino alla località Plan di Montecampione, arrivava fino a Vissone.
Si trattava per lo più di terre adibite al pascolo.

### Anni '70
L'idea di creare Montecampione nasce alla fine degli anni sessanta per iniziativa comune di due gruppi imprenditoriali. Nel 1970 viene così costituita una società che costruì in quell'anno la strada che, partendo da Vissone, arrivava fino alla partenza dei primi impianti sciistici. Iniziò così la costruzione di Alpiaz, il centro abitato a quota 1200 metri s.l.m. che fa parte del comprensorio di Montecampione.
Dal 1970 al 1985 furono costruiti tutti gli impianti di risalita necessari a servire tutte le piste oggi esistenti. Dalle poche piste e dai pochi impianti dei primi anni, ora è possibile sciare su parecchi chilometri di piste partendo da 1200 metri s.l.m. fino a raggiungere quota 2000 metri s.l.m.
Verso la fine degli anni Settanta la strada fu prolungata fino ad un altopiano posto a circa 1800 m s.l.m. conosciuto come Plan di Montecampione. Lì venne costruito un unico grande complesso immobiliare.

### Anni '80
Alla fine degli anni Ottanta Montecampione occupa buona parte del comprensorio montano dei comuni di Artogne e Piancamuno.

### Anni '90
Nel 1993 si svolgono a Montecampione i Campionati mondiali juniores di sci alpino. Nel 1996 Montecampione è scelta per il Parallelo di Natale dove si sono visti Alberto Tomba e Andrea Bocelli sulle piste da sci.

### Anni 2000
Nel 2002, su iniziativa dell'allora vicepresidente della provincia di Brescia Corrado Ghirardelli, un accordo è raggiunto e gli enti pubblici (provincia di Brescia, Comunità Montana, B.I.M. ed i comuni di Artogne, Piancamuno, Darfo Boario Terme e Bovegno) contribuiscono in modo significativo all'investimento di circa 8 miliardi di lire che è necessario per la sostituzione della seggiovia biposto ad agganciamento fisso del 1971 con una quadriposto ad agganciamento automatico Leitner che porta da Montecampione sino alla cima del Monte Corniolo.

### Anni 2010
Dal 2014 il complesso del villaggio turistico di Plan di Montecampione, affiancato agli impianti sciistici, e del villaggio di Preottone versano in un profondo stato di crisi. Al Plan sia i 142 appartamenti che, soprattutto, le sedi degli ex locali pubblici sono abbandonati. Medesima sorte per l'hotel situato nella sottostante località Alpiaz. Al momento gli hotel si trovano al fallimento presso il tribunale di Bolzano.
Dal 2016 parte un progetto di rilancio della località, in particolare vengono rilevati gli impianti da alcuni nuovi imprenditori. 
Nel 2018 i dubbi sorti circa la legittimità del consorzio di Montecampione vengono fugati: una votazione consortile tramite assemblea straordinaria ha approvato un nuovo statuto sancendone la legittimità e descrivendone i rapporti con i comuni. 

### Anni 2020
Dopo la parentesi del Covid, il Consorzio Montecampione stabilisce di cambiare nuovamente il suo statuto tramite una seconda assemblea straordinaria. Fissando le competenze con i comuni, avviando il processo di riconoscimento dell'ente e accrescendo il suo politico il Consorzio si propone come perno e supporto del rilancio della località.
Nel giugno 2021 il Comune di Artogne ha presentato la proposta di “Patto Territoriale per lo sviluppo strategico, integrato e sostenibile del comprensorio turistico di Montecampione – Bassa Valle Camonica in provincia di Brescia” ai sensi dell'art. 2 L.R. n. 40 del 28 dicembre 2017 e delle determinazioni stabilite dalla d.g.r. n. 2792 del 31 gennaio 2020 con l'obiettivo generale della proposta di attuare di una nuova strategia di sviluppo e di posizionamento turistico del Comprensorio in chiave eco sostenibile attraverso l’implementazione delle principali infrastrutture strategiche presenti.

## Sport
L'attrazione principale sono gli impianti sciistici sorti negli anni 70. Oggi sono disponibili numerose piste, da quelle per principianti a quelle per sciatori esperti.
Montecampione dispone di circa 30 piste quasi tutte dotate di innevamento programmato: 10 seggiovie e 1 sciovia permettono di avere un demanio sciabile interamente collegato. Vi sono due campi scuola, uno a 1800 m e uno a 1200 m. Per gli sciatori esperti sono disponibili 4 piste nere, tra cui l'itinerario sciistico Secondino Nord, un itinerario sciistico di notevole difficoltà.
Dal 1985 Montecampione è stata anche teatro di una cronoscalata automobilistica denominata Piancamuno-Montecampione, gara nazionale di velocità in salita, presto assurta all'importante ruolo di prova di campionato italiano e in seguito europeo della montagna. Da metà anni 90 in poi la cronoscalata ha conosciuto momenti di declino anche a causa di svariati problemi organizzativi che hanno portato a disputare la competizione in fasi alterne, con pause di uno o più anni e con riprese prive di titolazione alcuna, per poi finire negli ultimi anni come gara aperta alle sole auto storiche.
Dal 2018 sono presenti diverse varianti, anche complesse, di piste da downhill. Altri sport praticati sono l'arrampicata sportiva (grazie alla presenza di numerose falesie naturali), il trekking, il tennis, il tiro a volo, il golf (a montecampione è presente un country club) il beach volley ed il Padel. Negli ultimi anni si è praticato anche lo sci d'erba (nel 2018 con una tappa di coppa del mondo e nel 2021 con gli assoluti), lo skiroll e il tiro con l'arco. Sono presenti inoltre due campi da gioco: uno polivalente ed un secondo esclusivamente dedicato allo sport del calcio (quest'ultimo realizzato in occasione della preparazione estiva dell'Inter per la stagione 1979-1980).

### Giro d'Italia

Marco Pantani vittorioso sul traguardo di Montecampione nel Giro d'Italia 1998

Montecampione è stato teatro di 3 arrivi di tappa al Giro d'Italia. Nel 1982 si arrivò fino ad Alpiaz, mentre nel 1998 fino a Plan di Montecampione: nella salita finale si assistette al duello tra Marco Pantani e Pavel Tonkov, con Pantani che riuscì a guadagnare sul russo tempo sufficiente per garantirgli la vittoria del giro. Nel 2014 si l'arrivo fu posto di nuovo a Plan di Montecampione.
| Anno | Tappa                                 | Primo in vetta  | Maglia Rosa     |
| ---- | ------------------------------------- | --------------- | --------------- |
| 1982 | 18ª: Piamborno > Montecampione        | Bernard Hinault | Bernard Hinault |
| 1998 | 19ª: Cavalese > Plan di Montecampione | Marco Pantani   | Marco Pantani   |
| 2014 | 15ª: Valdengo > Plan di Montecampione | Fabio Aru       | Rigoberto Urán  |